# Формувальний газ
Формувальний газ (англ. Forming gas) — це суміш водню (молярна частка буває різною) та азоту. Інколи її ще називають «розщепленим аміачним середовищем», або «середовищем розщепленого аміаку», відповідно до реакції, внаслідок якої ця суміш утворюється:
2 NH3 → 3H2+ N2
Цей газ може вироблятися із застосуванням термічного розщеплення амонію в аміачному розщеплювачі, або в генераторі формувального газу.
Формувальний газ використовують як середовище для процесів, яким необхідні властивості водню. Формувальний газ, так само як і газ водень, — вибухонебезпечний. Нижня межа вибуховості для 100% гідрогену становить < 4%, а для формувального газу — 5,6% при кімнатній температурі. При вищих температурах газу, ця межа, відповідно, знижується. Суміш використовують у камерах для газової гіперсенситизації, процесу, під час якого фотоплівка нагрівається формувальним газом, що дозволяє вивести з неї вологу та кисень, а також підвищити рівень базової вуалізації. Гіперсенситизацію використовують особливо у астрофотографії глибокого космосу, яка має справу з низькоінтенсивним вхідним світлом, потребує тривалих витримок, а тому є особливо чутливою до забруднень фотоплівки.
Формувальний газ теж використовується для каталізу в рукавичних боксах, а також як середовище для процесів нормалізації (металургія). Його можна придбати в магазинах зварювального обладнання. Інколи його застосовують як відновник, при низько- та високотемпературному паянні та зварюванні, для усування окиснення шва, не використовуючи флюсу.
Досить часто формувальний газ використовують в металургійних печах під час нормалізації, для термічної обробки сталі, оскільки він зменшує рівень оксидів на поверхні металу.